# Ернест Барош
Ернест Барош (фр. Ernest Baroche; 23 серпня 1829 — 30 жовтня 1870, Ле-Бурже) — французький політик Другої імперії, письменник.

## Біографія
Народився в сім'ї політика П'єра Жюля Бароша, президента Державної ради, міністра юстиції та сенатора за Наполеона III.
У 1852—1870 роках був членом Законодавчого корпусу Другої імперії. Представляв Мант-ла-Жолі департаменту Сена та Уазу. Промисловець, власник кондитерської фабрики.
У 1862 році закохався в паризьку куртизанку Жанну де Турбе, і до своєї смерті в 1870 утримував її, залишивши статки в 800 тисяч франків золотом (еквівалент 2,4 млн євро), що відкрило де Турбе доступ до вищого суспільства, дозволило стати з дами напівсвітла — «світською левицею» і одружитися з графом Віктором Едгаром де Луаном. Барош бився на дуелі з журналістом та політиком Анрі Рошфором.
Після вересневої революції, яка скинула Наполеона III, його батько втік до Англії, а потім на острів Джерсі. Ернест Барош вступив до лав Мобільної національної гвардії (фр. Garde nationale mobile). Служив командиром батальйону.
Під час Франко-прусської війни 30 жовтня 1870 року в битві при Ле-Буржі був поранений в око каменем від вибуху, але відмовився покинути поле бою, перев'язавши голову, продовжив брати участь у битві і був убитий пострілом у серці.
Кавалер ордену Почесного легіону.
Похований на цвинтарі Пер-Лашез у Парижі.

## Творчість
Разом з Фредеріком Анке та Едмоном Дюпоншелем є автором еротичного роману «Школа кізок, або Норали милих дам нашого часу» (фр. L'École des biches o Mœurs des petites dames de ce temps), опублікованого анонімно у 1860—1870 роках. Написав також еротичне оповідання «Обережно, миттєва дефлорація» (фр. Attention, dépucelage immédiat).